# Hotoan
Hotoan – wieś w Rumunii, w okręgu Satu Mare, w gminie Căuaș. W 2011 roku liczyła 180 mieszkańców. 